# Hôtel Roudinski-Sergueïev
 (juin 2023).
L'hôtel particulier Roudinski-Sergueïev (Усадьба И. И. Рудинского — А. П. Сергеева) est une demeure de maître de Nijni Novgorod située dans le centre historique de la ville, rue Bolchaïa Petchiorskaïa au no 14. La demeure a été construite dans le style éclectique dans les années 1860 et réaménagée en 1905. L'ensemble architectural comprend trois constructions: la maison de maître elle-même et deux annexes. Il est inscrit au patrimoine architectural de la fédération de Russie.

## Histoire
Il y a à cet emplacement au début du XIXe siècle une maison de maître en bois appartenant au conseiller titulaire I.N. Bogdanov, puis à ses descendants. Au milieu du siècle, la maison est la propriété de l'épouse d'un fonctionnaire, N.Ya. Roudinskaïa. Elle commande en 1855 à l'architecte N.I. Oujoumedski-Gritsevitch une maison à étage à moitié en pierre et à moitié en bois; mais le projet n'est pas réalisé.
En 1862, le secrétaire de collège I.I. Roudinski, veuf et héritier de Mme Roudinskaïa, accepte le plan d'une nouvelle maison de pierre à un étage avec des entresols et un sous-sol. Les travaux commencent en été de la même année et les travaux de finition sont achevés en 1863-1864. L'auteur du projet n'est pas été identifié par les historiens, mais il pourrait s'agir de V.I. Roudinski qui venait d'être nommé au poste d'architecte adjoint de la ville. Les travaux sont terminés par l'architecte I.F. Nebolsine. Les deux annexes sont également construites dans les années 1860.
Vers 1905, la maison de maître est agrandie par le nouveau propriétaire, le marchand A.P. Sergueïev, riche industriel dans le bois et mécène important dans le domaine de l'éducation populaire. La façade principale est décorée d'un riche décor de stuc dans le style éclectique avec des détails baroques ou classiques.
L'hôtel Sergueïev est exproprié par les lois de Lénine au début de l'année 1918 et sert de club au parti communiste local, plus tard il est partagé en appartements et en bureaux.
Au début des années 1990, l'ancien hôtel particulier Sergueïev a perdu une grande partie de son décor de stuc et l'un des balcons de l'axe limite de la façade. La porte d'honneur est transformée en fenêtre et dans la partie nord de la maison l'on construit une structure. À l'intérieur de la maison, l'escalier de maître avec sa rampe de fonte est préservé ainsi que le sol de céramiques à motifs et les stucs des salons. En 1992, l'hôtel est restauré avec ses stucs d'origine sur la façade d'honneur et le balcon droit est enlevé.

## Architecture

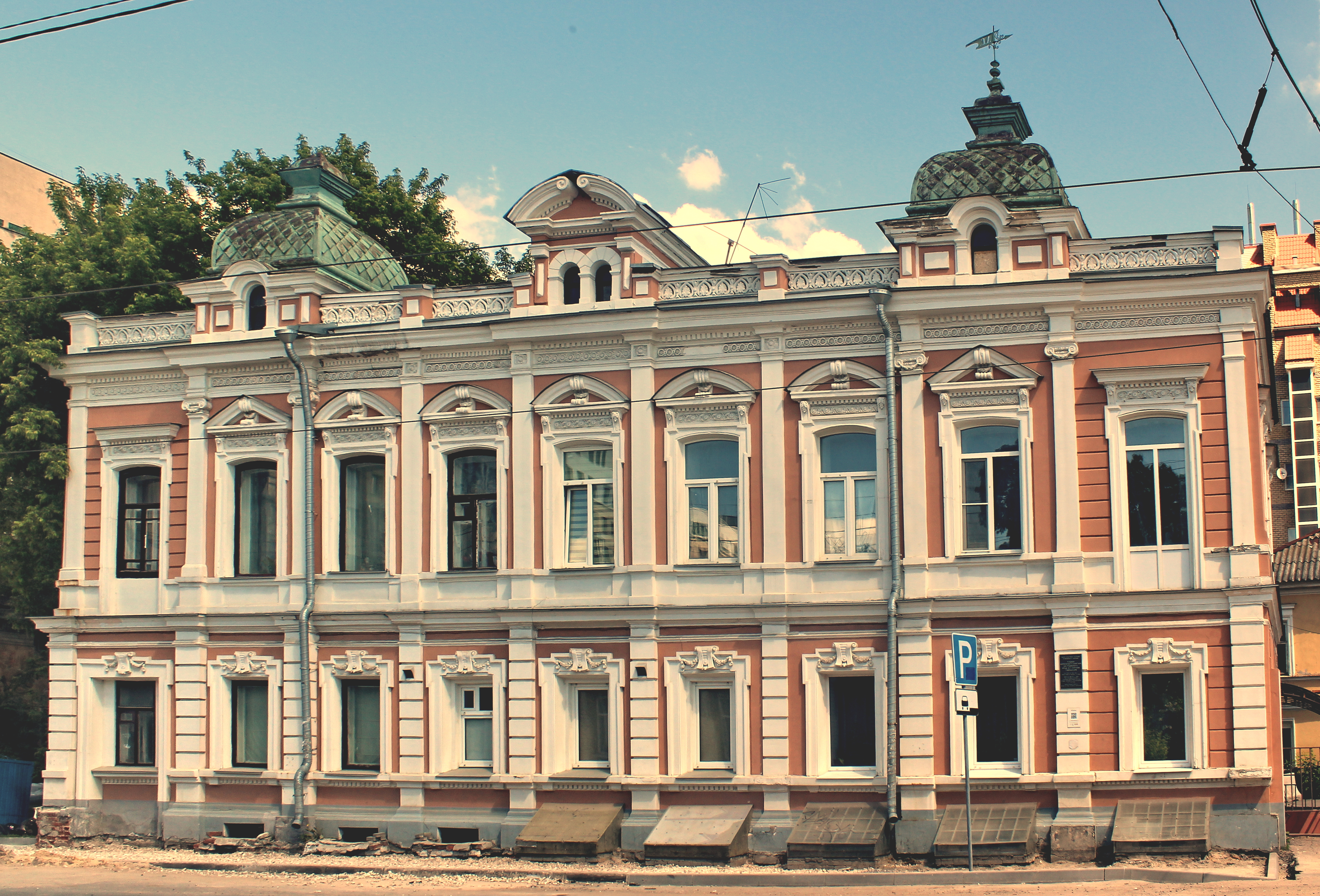
Façade de l'hôtel particulier.

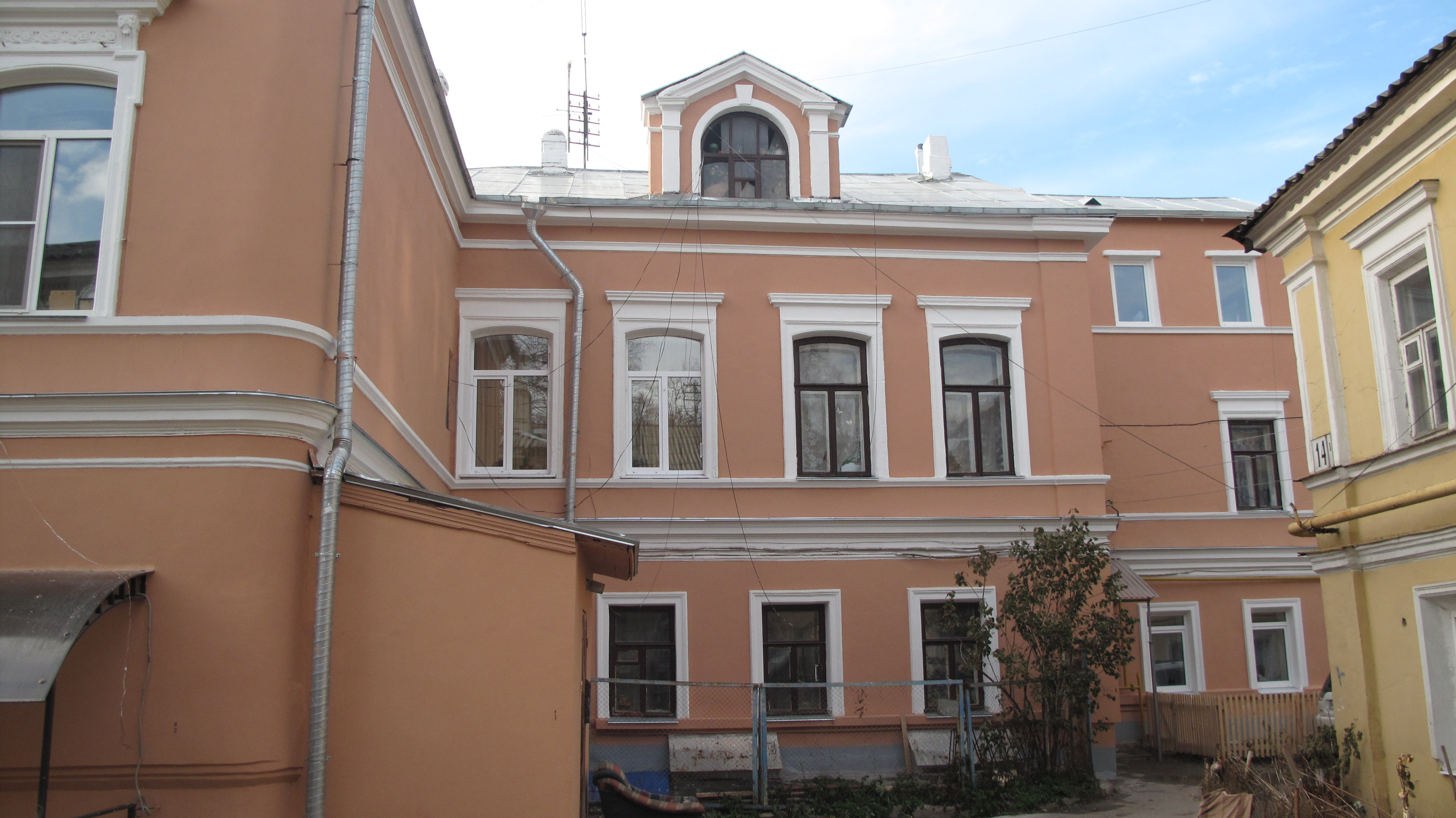
Annexe.

La maison principale est un exemple d'éclectisme tardif de l'architecture choisie par la classe marchande de Nijni Novgorod. La décoration ornementale des façades se distingue par une riche décoration en stuc, réalisée dans un esprit d'éclectisme avec des éléments classiques et baroques. Initialement, cet édifice d'un étage avait cinq axes de lumière le long de la façade principale, avec un vestibule d'entrée attenant à gauche et une véranda au-dessus. Il a acquis son aspect actuel dans les années 1900.
Le bâtiment d'un étage avec un sous-sol est en brique. Au nord, une dépendance jouxte la maison, construite après 1917 avec une mansarde. Le toit est en croupe. La façade avant est symétrique en neuf axes de lumière, avec trois risalites faiblement marquées. Celle du milieu est complétée par une logette à deux petites lucarnes en plein cintre, couronnées par un fronton rompu en forme de volutes. Les risalites en saillies de flanc au-dessus de la corniche de couronnement sont complétées par des tourelles basses au niveau des combles et des toitures cubiques à revêtement écailleux en relief avec des girouettes.
Entre les extrémités mansardées des risalites, il y a des socles de parapet avec des remplissages en bois ajourés entre eux. Les flancs et les piliers de la façade sont marqués de pilastres. La façade est divisée horizontalement : une ceinture profilée, une ceinture de panneaux d'appui de fenêtre, une ceinture de frise sous les avant-toits. Les fenêtres sont richement décorées.